# Giovanni Sechi
Giovanni Sechi (Sassari, 17 gennaio 1871 – Roma, 1º maggio 1948) è stato un politico e ammiraglio italiano.

## Biografia
Ufficiale della Regia Marina. Frequentata l'accademia navale, divenne guardiamarina nel 1888. Capitano di vascello nel 1914. Promosso contrammiraglio nell'aprile 1918, fu Sottocapo di stato maggiore della Marina  dal settembre 1918 all'aprile 1919.
Nominato senatore del Regno d'Italia nel luglio 1919.
Fu Ministro della Marina del Regno d'Italia nei governi Nitti I, Nitti II e Giolitti V (1919-1921).
Fu promosso viceammiraglio della riserva nel 1923 e poi ammiraglio di squadra nel 1926.
Divenne infine presidente del Registro italiano navale ed aeronautico dal 1928 al 1935.